# تپه شاخه پیره ۲
تپه شاخه پیره ۲ مربوط به دوران پیش از تاریخ ایران باستان تا دوران‌های تاریخی پس از اسلام است و در شهرستان کنگاور، بخش مرکزی، روستای گودین واقع شده و این اثر در تاریخ ۵ تیر ۱۳۸۴ با شمارهٔ ثبت ۱۱۹۱۵ به‌عنوان یکی از آثار ملی ایران به ثبت رسیده است.